# Клён мелколистный
Клён мелколи́стный или Клён моно (лат. Acer mono; яп. 板屋楓 — каэда итая; кит. 五角枫 — wu jiao feng) — вид деревьев рода Клён (Acer) семейства Сапиндовые (Sapindaceae).

## Ботаническое описание

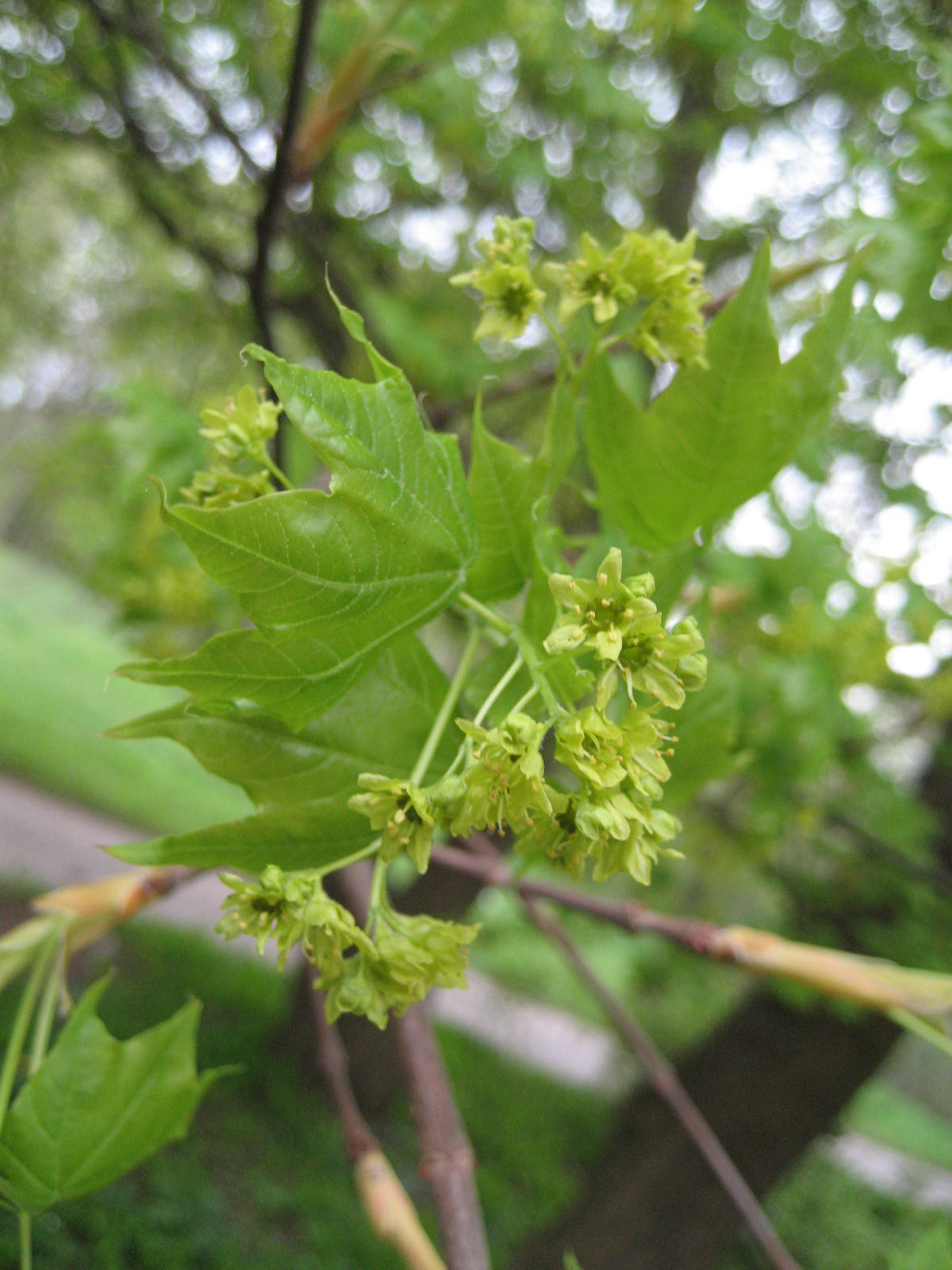
Цветки

Листопадное дерево высотой 15—20 (реже до 24) м, крона пирамидальная распростёртая.
Кора гладкая, со второго года жёлто-серая. Почки зимой тёмно-красные.
Листья плотные, с пятью или семью лопастями, шириной 8—15 см, зелёные с обеих сторон, разрезаны слабо или до середины, края ровные; нижняя сторона неопушена или с мягкими волосками на главных сосудах. Лопасти треугольные и ровно заострённые. Черешки длинные. Осенняя раскраска от жёлтой до красной. Листья мелколистного клёна имеют небольшие отличия от других видов своим размером, они намного меньше
Цветки жёлтые, на цветоножках 4—6 см, собраны в кисти, появляются одновременно или раньше листьев. Обычно на одном дереве только мужские или только женские цветки.
Плод — парная крылатка, крылышко вытянутое 1—1,5 см шириной и 3—3,5 см длиной, включая плоский орешек 1—1,3 см длиной и 8—10 мм шириной. Крылышки расположены в крылатке под различными углами.
Выход семян из сырых плодов до 80 %, в 1 кг 28400 штук. Плодоношение ежегодное, но неравномерное. Средняя всхожесть семян около 75 % и сохраняется до 2 лет. Семена требуют стратификации продолжительностью 70—80 дней при температуре 7 °С.
Цветёт в апреле — мае, плодоносит в сентябре.
Число хромосом 2n = 26.

## Распространение и экология
Порода широкой экологической амплитудой. Естественно произрастает в Японии, Корее, Китае, Монголии. В России распространен в Приморье и Приамурье, встречается на Сахалине. По побережью Татарского пролива достигает Советской Гавани, по Амуру спускается до Николаевска, на запад доходит до рек Зеи и Селемджи. На Сахалине встречается в центральных районах острова (Александровском и Кировском), причем здесь отличается от типичного вида, произрастающего на материке, и местами является промежуточной формой между клёном мелколистным и клёном красивым.
Растёт одиночно или группами по горным склонам, увалам, предгорьям и долинам рек среди кедрово-широколиственных лесов, в дубово-грабовых, дубово-черноберёзовых и других смешанных, реже — в елово-шишколиственных лесах. Типичное дерево второго или третьего, реже — первого ярусов. Доля его участия в древостое колеблется от 1—3 до 20—25 % общего запаса древесины на гектаре. На юге ареала в горы поднимается до 700—800 м над ур. м., на севере — до 200—300 м.
К почве малотребователен: предпочитая плодородные, довольствуется бедными, сухими и каменистыми почвами. Теневынослив. Растёт довольно медленно, достигая к 100 годам лишь 14—16 м высоты. Холодоустойчив, но молодые листья и цветки нередко побиваются весенними заморозками. Разводится посадкой двухлетних сеянцев из питомника. Пересадку в 10—12-летнем возрасте — переносит удовлетворительно. Доживает до 250 и более лет. Возобновляется семенами и пневой порослью, сохраняя эту способность до 200 лет.
По данным А. А. Цымека, клён мелколистный к 90 годам достигает в среднем 15 м высоты при диаметре в 16,6 см, а к 180 годам — 21 м высоты и 40 см в диаметре. Общий запас древесины этого клёна на 1 га достигает в горных кедрово-широколиственных лесах в бассейне реки Уссури до 30 м³.

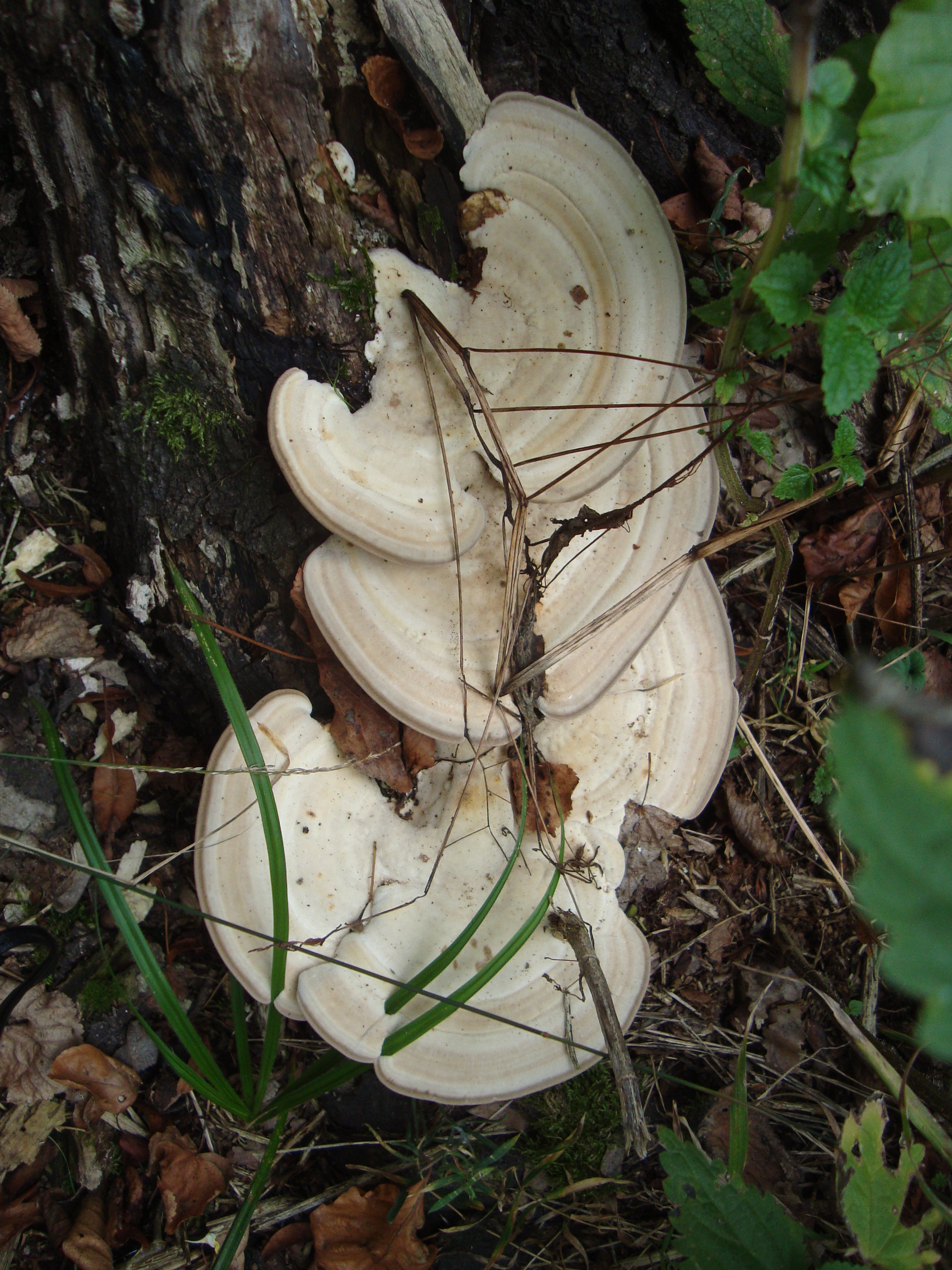
Трутовик горбатый

По данным Леонида Любарского и Любови Васильевой на клёне мелколистном найдены следующие дереворазрушающие грибы: трутовик окаймлённый (Fomitopsis pinicola), трутовик настоящий (Fomes fomentarius), оксипорус тополёвый (Oxyporus populinus), пеллопорус скаурус (Pelloporus scaurus), трутовик пенообразный (Spongipellis spumeus), трутовик чешуйчатый (Cerioporus squamosus), трутовик горбатый (Trametes gibbosa), лейкофеллинус ирпексовидный (Leucophellinus irpicioides), ежовик северный (Climacodon septentrionalis), опенок зимний (Flammulina velutipes). Гнили, вызываемые кленовым трутовиком и ирпексовидной губкой, поражают лишь перестойные стволы и размещаются преимущественно в их комлевой части.

## Значение и применение
Древесина заболонная, рассеянно сосудистая, твёрдая, тяжёлая, блестящая, прочная, мало коробится, равномерно усыхает, хорошо — обрабатывается, удачно имитируется под черное и розовое дерево. Недостатки древесины: слабая стойкость против гниения в переменно-влажных условиях; подверженность деревьев заболеванию ложным ядром (почти на 100 %, начиная с диаметра стволов 10—12 см); значительные сбежистость, суковатость и косослойность стволов.
Ценный медонос и пыльценос поздневесеннего периода. На севере Приморья продуктивность одного цветка колебалась от 0,20 до 0,96 мг сахара, на юге — 0,24—1,23 мг. Продуктивность нектара одним деревом от 1,0 до 1,5 кг. Продуктивность условно чистых насаждений 150—350 кг\га. В 1973, 1977, 1980 гг. во время цветения клёна мелколистного в Анучинском районе Приморского края привес контрольного улья составлял от 3,5 до 4,3 кг мёда в день. По количеству выделяемого нектара занимает одно из первых мест в условиях юга Дальнего Востока. Хороший взяток даёт не каждый год из-за частого повреждения цветков весенними заморозками. Масса пыльников одного цветка 2,0—3,5 мг, а пыльцепродуктивность 0,7—1,32 мг. Пыльца зеленовато-жёлтая, клейкая.
Листва мелких деревьев иногда ощипывается скотом. Охотно поедается дикими животными. Пятнистые олени хорошо поедают молодые ветки и листья в течение круглого года. Подрост хорошо поедают изюбры и косули. Почки служат кормом для рябчика в течение всей зимы, ранней весны и поздней осени.
В весеннем соке содержится до 2—2,5 % сахара.
В культуре с 1861 года. В Санкт-Петербурге, в парке Ботанического сада Петра Великого БИН РАН плодоносит.
Ценное дерево для почвозащитных, оврагоукрепительных и придорожных посадок. Декоративен. Пригоден для групповых, одиночных и аллейных посадок. Успешно культивируется в европейской части России до широты Санкт-Петербурга.

## Классификация

### Таксономия
Вид Клён мелколистный входит в род Клён (Acer) семейства Сапиндовые (Sapindaceae).
|  |                                      |  |                                                       |                                                       |                      |  | ещё 8 семейств (согласно Системе APG II) | ещё 8 семейств (согласно Системе APG II) |                       |  |  |  | ещё более 100 видов |
|  |                                      |  |                                                       |                                                       |                      |  | ещё 8 семейств (согласно Системе APG II) | ещё 8 семейств (согласно Системе APG II) |                       |  |  |  | ещё более 100 видов |
|  |                                      |  |                                                       | порядок Сапиндоцветные                                |                      |  |                                          |                                          | род Клён              |  |  |  |                     |
|  |                                      |  |                                                       | порядок Сапиндоцветные                                |                      |  |                                          |                                          | род Клён              |  |  |  |                     |
|  | отдел Цветковые, или Покрытосеменные |  |                                                       |                                                       | семейство Сапиндовые |  |                                          |                                          | вид Клён мелколистный |  |  |  |                     |
|  | отдел Цветковые, или Покрытосеменные |  |                                                       |                                                       | семейство Сапиндовые |  |                                          |                                          |                       |  |  |  |                     |
|  |                                      |  | ещё 44 порядка цветковых растений (по Системе APG II) | ещё 44 порядка цветковых растений (по Системе APG II) |                      |  |                                          | ещё 140—150 родов                        | ещё 140—150 родов     |  |  |  |                     |
|  |                                      |  |                                                       | ещё 44 порядка цветковых растений (по Системе APG II) |                      |  |                                          |                                          | ещё 140—150 родов     |  |  |  |                     |